# 和歌山市立加太小学校
和歌山市立加太小学校（わかやましりつ かだしょうがっこう）は、和歌山県和歌山市加太にある公立小学校。

## 沿革
- 1958年（昭和33年）7月1日 - 海草郡加太町が和歌山市へ編入されたのに伴い、和歌山市立加太小学校と改称。
- 1994年（平成6年）5月18日 - 加太幼稚園・和歌山市立加太中学校との共同プールが竣工。

## 通学区域
- 和歌山市
  - 大川、加太、深山

卒業生は基本的に和歌山市立加太中学校へ進学する。

## 校風
- 和歌山市立加太幼稚園と隣接しているため交流が盛んである。運動会は毎年共同で行っている。

## クラブ活動
- 四年以上は入部を義務付けられており、通常は一年間続けなければいけない。
- バスケットボール部、軽スポーツ部、卓球部、などがある。

## アクセス
- 南海加太線加太駅から西へ500m
- 和歌山県道7号粉河加太線沿い